# Grupa lwowsko-tarnopolska
Grupa lwowsko-tarnopolska – polska grupa etnograficzna z terenu południowych Kresów Wschodnich.
Powstała głównie wskutek kolonizacji polskiej obszarów spustoszonych przez najazdy tatarskie (już od czasów Kazimierza III Wielkiego).
Zamieszkiwali głównie dawne województwa: lwowskie, stanisławowskie, tarnopolskie i wołyńskie.
W sposób znaczący ludność ta ucierpiała podczas prób wygnania lub wymordowania w okresie II wojny światowej (zob. rzeź wołyńska). Po wysiedleniach po drugiej wojnie światowej poza granicami Polski przetrwały tylko resztki ludności tej grupy. Na terenach nowego osadnictwa (gł. na Dolnym Śląsku) nie wytworzyła nowej, własnej nazwy regionalnej.